# Diósgyőri VTK (női csapat)
A Diósgyőri VTK női labdarúgó szakosztályát 2016-ban hozták létre. A magyar első osztályban szerepel.

## Klubtörténet
A 2016-ban létrehozott női szakosztály alapításának első évében feljutott az első osztályú bajnokságba. Debütáló szezonjában a harmadik helyen végzett. A magyar kupában két alkalommal szerzett ezüstérmet.

## Eredmények
- Magyar bajnoki bronzérmes (2): 2017–18, 2018–19
- Magyar kupadöntős (2): 2017–18, 2018–19

## Játékoskeret
2023. szeptember 4-től
| #  |     | Poszt | Név              |
| -- | --- | ----- | ---------------- |
| 1  | HUN | K     | Varga Eszter     |
| 12 | HUN | K     | Ádám Anna        |
| 24 | HUN | K     | Orgoványi Dóra   |
| 3  | UKR | V     | Jelizaveta Hiba  |
| 8  | HUN | V     | Boros Kinga      |
| 14 | ROM | V     | Erika Geréd      |
| 20 | HUN | V     | Havasi Bernadett |
| 23 | HUN | V     | Komlós Lilla     |
| 55 | HUN | V     | Somogyi Diána    |
| 95 | HUN | V     | Szolomájer Leila |
| 6  | SWE | KP    | Elma Smajić      |
| 10 | HUN | KP    | Oláh Adrienn     |

| #  |     | Poszt | Név                |
| -- | --- | ----- | ------------------ |
| 27 | HUN | KP    | Papp Sára          |
| 28 | HUN | KP    | Sain Anna          |
| 29 | UKR | KP    | Anasztaszija Mihal |
| 99 | HUN | KP    | Madarász Laura     |
| 7  | HUN | CS    | Nagy Panna         |
| 9  | HUN | KP    | Katona Flóra       |
| 11 | HUN | CS    | Krisztin Sára      |
| 15 | HUN | KP    | Mikó Erika         |
| 21 | HUN | KP    | Horváth Lili       |
| 30 | HUN | CS    | Magyar Hanna       |
| 33 | HUN | CS    | Nagy Lilla         |

## Korábbi híres játékosok
| - André Antónia - Branyiczki Maja - Gergely Viktória - Jáhn Klaudia - Tóth Alexandra - Lovász Emma - Molnár Enikő - Nagy Fanni - Oláh Adrienn - Ónodi Vanessza - Schildkraut Fruzsina - Tóth Alexandra | - Vachter Fanni - Vig Klaudia - Hanna Barker - Katherine Byrne - Siobhan Higgins - Gabrielle Veldman - Liliana Kosztova - Regina Antwi - Danaí Kaldórídú - Hrisztina Kiámú - Szofía Kóngulí - Íríni Nefrú | - María Palamá - Hriszánti Voilá - Andreea Corduneanu - Maria Ficzay - Melinda Nagy - Corina Olar - Bianca-Marilena Sandu - Biljana Bradić - Olivera Milunović - Milena Vuković |